# Asplenium sarelii
Asplenium sarelii là một loài dương xỉ trong họ Aspleniaceae. Loài này được Hook. mô tả khoa học đầu tiên năm 1862.

## Hình ảnh

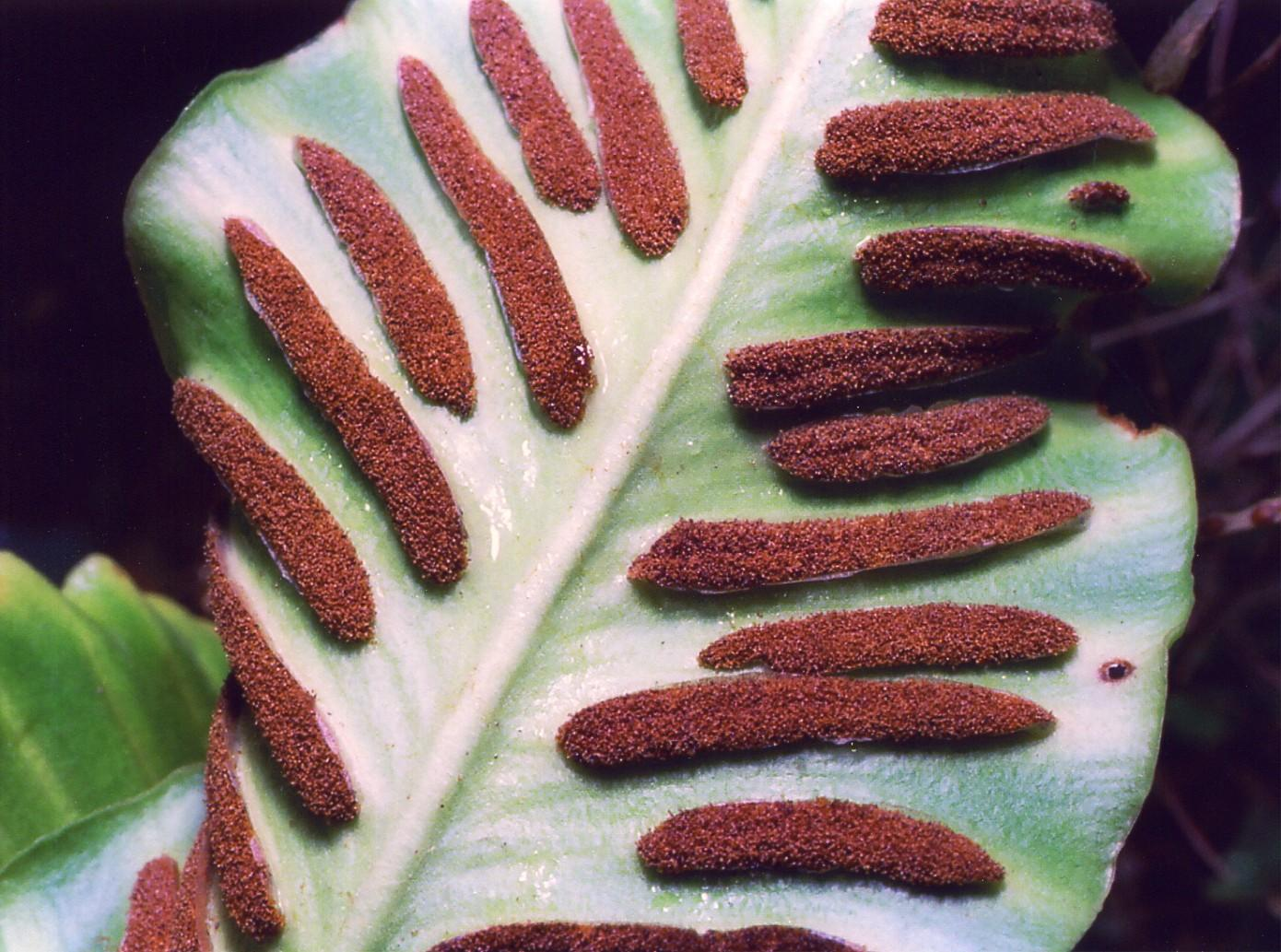
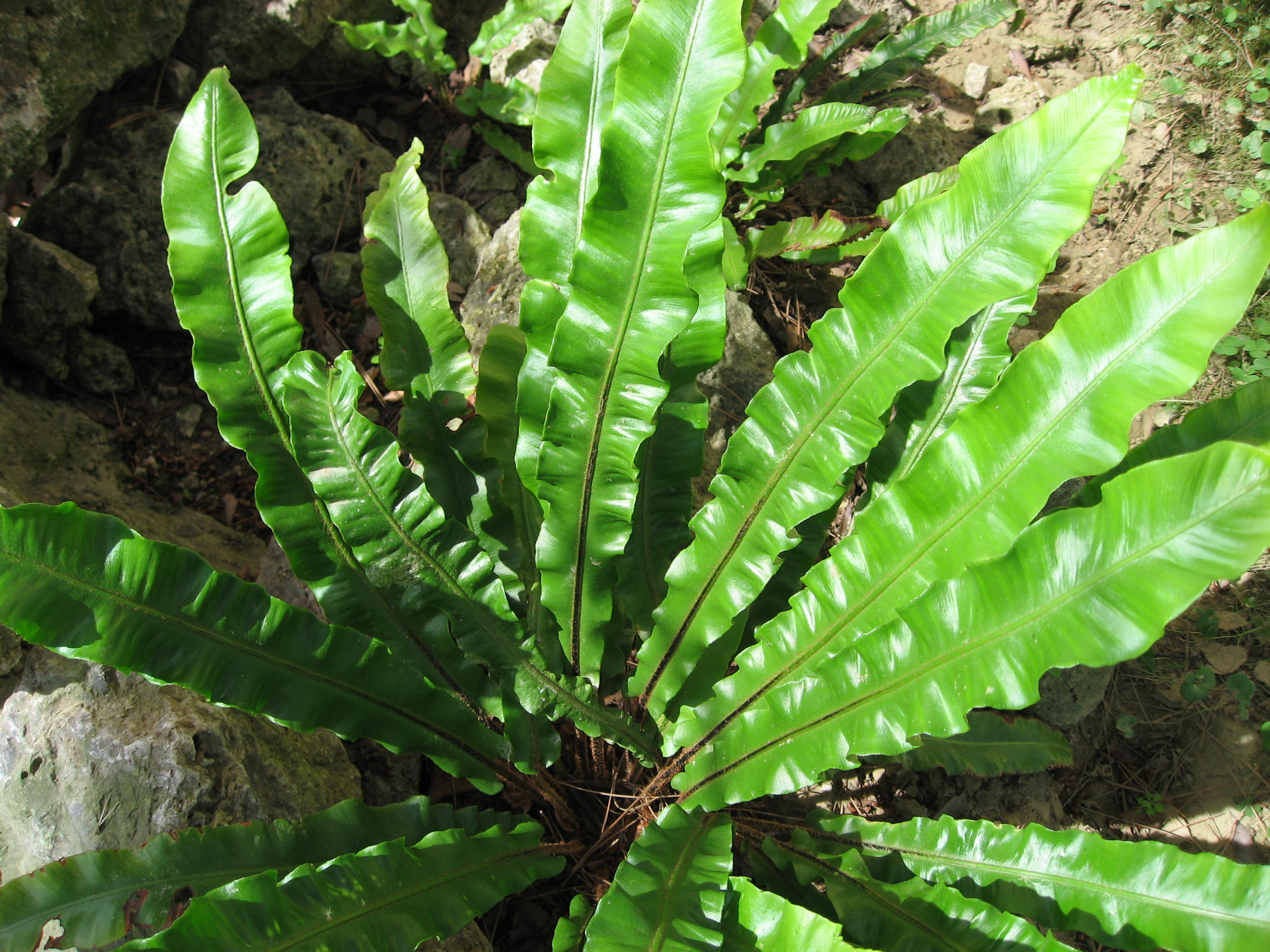